# Розенберг, Леонид Осипович
Леонид Осипович Розенберг (6 мая 1924, Одесса — 1 августа 1944) — русский советский поэт-фронтовик.

## Биография
Леонид Розенберг родился 6 мая 1924 года в Одессе, в 1928 году с родителями переехал в Москву. Еврей. В 1938 году его отец, служащий, был репрессирован и погиб.
В начале Великой Отечественной войны вместе с матерью Марией Михайловной был эвакуирован в Новосибирск, где закончил 10-й класс. Работал на заводе «Серп и Молот». 15 сентября 1942 года был призван в Красную армию, обучался в 1-м Томском артиллерийском училище. На фронте с июля 1943 года.
С марта 1944 года гвардии лейтенант Розенберг служил адъютантом командира 190-го гвардейского артиллерийского полка 65-й гвардейской стрелковой дивизии 2-го Прибалтийского фронта гвардии подполковника Фёдора Васильевича Сиротина (1914—1944). Участвовал в освобождении Латвии.
1 августа 1944 года в бою у деревни Мадерниеки на западном берегу реки Айвиексте Розенберг корректировал огонь дивизионов по контратакующим немецким войскам. Когда обойдённый с флангов и атакованный превосходящими силами противника 255-й гвардейский стрелковый полк отошёл, артиллеристы остались одни. Подполковник Сиротин лично руководил прикрытием отхода подразделений. В критический момент боя, когда немцы обошли артиллеристов и командир полка вызвал огонь на себя, Розенберг не покинул командира и вместе с ним погиб от вражеского снаряда.
Л. О. Розенберг вместе со своим командиром похоронен на братском кладбище в посёлке Тылжа (ныне Балвского края). В советское время его именем назывался местный пионерский отряд, которому мать героя передала его документы, письма и стихи.

## Творчество
С детства Леонид увлекался литературой, много читал, рано начал писать стихи. На Втором всероссийском конкурсе юношеского литературного творчества получил первую премию. Несколько его стихотворений было напечатано в пионерских газетах и журналах, одно — положено на музыку.
Во время войны иногда писал матери стихотворные письма, иногда вкладывал в конверт стихи, написанные в короткие минуты боевого затишья. В 1965 году три стихотворения Розенберга были напечатаны в сборнике «Советские поэты, павшие на Великой Отечественной войне». Письма Леонида к матери были опубликованы в январе 1985 года в балвской газете «Vaduguns» (в переводе на латышский язык).
Считается, что в стихотворении «Артподготовка» (1944) в образе генерала Леонид Розенберг изобразил своего командира подполковника Ф. В. Сиротина:
Часы в руке у генерала.
Ждут у орудий номера.
За стрелками следя устало,
Он тихо говорит: «Пора».
Качнулось небо в редких звёздах,
И, ветви елей шевеля,
Разорванный метнулся воздух,
И тяжко дрогнула земля.
За муки родины любимой,
За слёзы русских матерей
Рванулся в ночь неумолимый
Огонь тяжёлых батарей.
Он темноту ночную выжег,
Но снова залп и вновь другой
Зарницы орудийных вспышек
Дым заволок пороховой.
У раскалившихся орудий
Горячая работа шла.
Оглохшие от гула люди
Разделись чуть не догола.
Во имя праведного мщенья
В расположении врага
Бушует смерч уничтоженья,
Огня и стали ураган.
В залог успешного похода
Огонь преграды все прорвёт.
На штурм поднимется пехота,

И ринутся полки вперёд.

## Награды
- Медаль «За отвагу» (30 июля 1944)[7]
- Орден Отечественной войны 2-й степени (28 августа 1944, посмертно)[1]